# Халл, Дэвид Ли
Дэвид Ли Халл (англ. David Lee Hull; 15 июня 1935, Бёрнсайд, Иллинойс — 11 августа 2010, Чикаго) — американский философ науки со специализацией в философии биологии.

## Биография
Халл был одним из первых выпускников Департамента истории и философии науки Индианского университета. После получения докторской степени 20 лет преподавал в университете Висконсин-Милуоки до переезда в Северо-Западный университет, где он преподавал ещё 20 лет.
Халл также был президентом Ассоциации философии науки и Общества систематической биологии. В дополнение к своей академической известности, он был известен как гей-активист, отстаивавший права геев-философов и лесбиянок-философов.

## Идеи
Тезис, принесший Халлу широкую известность, состоит в том, что биологические виды являются не множеством или собранием, а распределённой во времени и пространстве личностью (также этот тезис называют «тезис индивидуальности» или «виды как личности»).
В 1988 году в книге «Наука как процесс» Халл представил подробное обсуждение науки как эволюционного процесса, в ней также предлагается история «таксономических войн» 1960-х и 1970-х годов между тремя конкурирующими школами таксономии: фенетики, эволюционной систематики и кладистики. С точки зрения Халла, наука развивается по тем же законам, что и организмы и популяции.

## Награды и премии
- Стипендия Гуггенхайма[источник не указан 1127 дней]
- Стипендия Гуггенхайма#:~:text=Стипе́ндия Гуггенха́йма (англ.,исключительные творческие способности в искусстве».